# 도네리 친왕

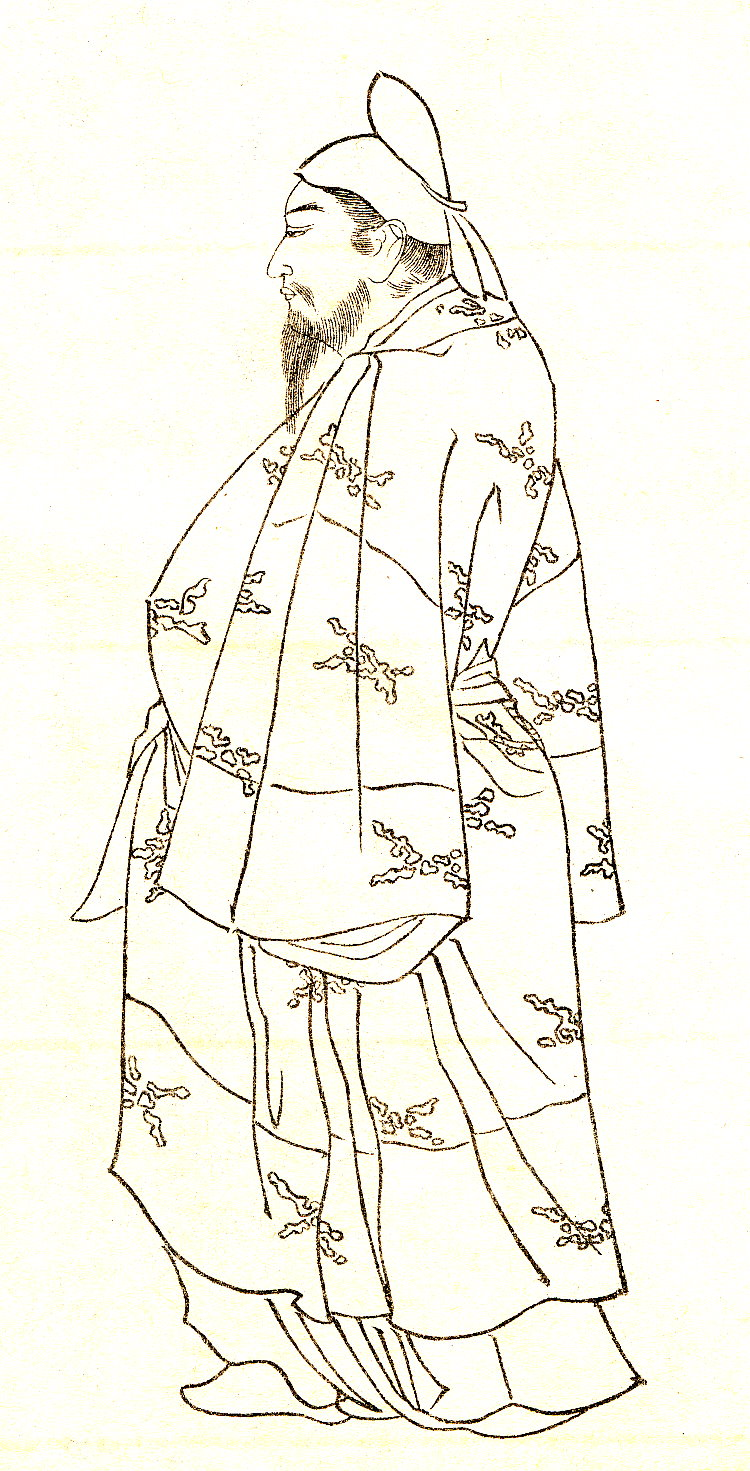
도네리 친왕・《젠켄코지츠》(前賢故実)에서

도네리 친왕(일본어: 舎人親王  도네리신노[*], 676년~735년)은 덴무 천황(天武天皇)과 비 니이타베노 히메미코(新田部皇女)의 소생으로 태어났다. 제3 황자로서, 별명은 도네리 황자이다. 황족으로서 이름은 도네리노 미코이다. 후에 아들인 7황자 준닌 천황(淳仁天皇)이 즉위한 후에 스도진쿄황제(崇道盡敬皇帝)로 추존하였고, 약칭으로는 진쿄 천황(盡敬天皇)으로 불리기도 한다.

## 생애
680년경 아버지 덴무 천황의 명으로 《고사기》를 편찬한 오노 야스마로와 《일본서기》(니혼쇼키)를 편찬하였다. 편찬한 지 40년 후 《일본서기》를 완성하였다.(전30권과 계도 1권이 있었지만, 계도 1권은 현재 전해지지 않는다.) 향년 66세에 735년 천연두로 사망하였다.

## 가족 관계
- 부친 : 일본 제40대 덴무 천황(天武天皇, 631?~686)
- 모친 : 비 니이타베노 황녀(新田部皇女, ?~699)
  - 대부인 : 타이마노 야마시로(일본어판)(当麻山背)
    - 차남 : 미하라노왕(三原王, ?~752)
    - 7남 : 일본 제47대 준닌 천황(淳仁天皇, 733~765)

  - 왕비 : 타이마씨(当麻氏)
    - 3남 : 후네노왕(船王, ?~?)

  - 생모불명
    - 장남 : 모리베왕(守部王, ?~?)
    - 4남 : 이케다왕(池田王, ?~?)
    - 5남 : 미시마왕(三島王, ?~?)
    - 6남 : (三使王, ?~?)
    - 아들 : (御浦王, ?~?)
    - 아들 : 아츠미노왕(厚見王, ?~?)
    - 딸 : 무로여왕(室女王, ?~759)
    - 딸 : 아스카다 여왕(飛鳥田女王, ?~782)